# Dubhán
Dubhán (5. Jahrhundert) war ein walisischer Mönch, der im 5. Jahrhundert auf der irischen Halbinsel Hook Head (irisch Rinn Duáin, das heißt „Dubháns Landspitze“) eine erste hölzerne Kirche errichtete und ein Leuchtfeuer betrieb, um vorbeifahrende Schiffe vor den Gefahren der felsigen Küste zu warnen.
Laut Rev. Patrick Woulfe ist Dubhán der Name zweier irischer Heiliger, deren Feste am 11. Februar und 11. November gefeiert wurden. Der Name ist die Verkleinerungsform von dubh, das „schwarz“ bedeutet. Die lateinische Form des Namens ist Dubanus.
Der Vor- und Familienname Duane ist die anglisierte Form des Namens Dubhán beziehungsweise des davon abgeleiteten Familiennamens Ó Dubháin. Varianten sind unter anderem Dwane, Dwayne und Dwain.